# Щархемберг (род)
Щархемберг (на немски: Starhemberg; Herren von Starhemberg) е стар австрийски благороднически род от Горна Австрия.
Дуринг I фон Щайр (* ок. 1060; † сл. 1118) е прародител на род „фон Щархемберг“. Той е първият известен от рода му. Синът му Гундакер фон Щайр-Щайнбах († 1204) построява замък „Щорхенберг“ или „Щархемберг“ близо до Хааг ам Хаузрук в Горна Австрия, нарича се 'де Щориберг' и се жени за Елизабет фон Щайнбах. През 15 век членове от фамилията са на служба при император Фридрих III.
През началото на 16. век Шаунбергите местят главната си резиденция от замък Шаунберг в дворец Щархемберг в Ефердинг в Горна Австрия.
Щархембергите са от 1643 г. имперски графове и от 1765 г. имперски князе с Георг Адам фон Щархемберг (1724 – 1808).
- Старият замък Щирабург
- Щархемберг, 1674
- Дворецът Щархемберг в Ефердин